# Bahnstrecke Oakland–Bingham
| Streckenlänge: | 65,8 km              |                                                |                                                |
| Spurweite: | 1435 mm (Normalspur) |                                                |                                                |
| Zweigleisigkeit: | –                    |                                                |                                                |
| |                      |                                                |                                                |
| Gesellschaft: | PAR                  |                                                |                                                |
| \| \| \| von Cumberland Center \| \| \| \| 0,0 \| Oakland ME \| Oakland ME \| \| \| \| nach Bangor \| \| \| \| 5 \| Hoxies ME \| Hoxies ME \| \| \| \| Martin Stream \| \| \| \| 9 \| Otis Hill ME \| Otis Hill ME \| \| \| 12,6 \| Beluga ME \| Beluga ME \| \| \| 17 \| Bangs ME \| Bangs ME \| \| \| 20,9 \| Norridgewock ME \| Norridgewock ME \| \| \| \| Anschluss zu den Dodlins-Steinbrüchen (1,6 km) \| \| \| \| \| Kennebec River \| \| \| \| 33,6 \| Madison ME \| Madison ME \| \| \| \| Kennebec River \| \| \| \| 34,3 \| Anson ME \| Anson ME \| \| \| 40,6 \| North Anson ME \| North Anson ME \| \| \| \| Carrabassett River \| \| \| \| 48,9 \| Embden ME \| Embden ME \| \| \| \| Kennebec River \| \| \| \| 54,4 \| Solon ME \| Solon ME \| \| \| 64,4 \| Austin Junction ME \| Austin Junction ME \| \| \| \| nach Kineo \| \| \| \| 65,8 \| Bingham ME \| Bingham ME \| |                      |                                                |                                                |
| Strecke |                      | von Cumberland Center                          | von Cumberland Center                          |
| Dienststation / Betriebs- oder Güterbahnhof | 0,0                  | Oakland ME                                     | Oakland ME                                     |
| Abzweig geradeaus und nach rechts |                      | nach Bangor                                    | nach Bangor                                    |
| ehemaliger Haltepunkt / Haltestelle | 5                    | Hoxies ME                                      | Hoxies ME                                      |
| Brücke über Wasserlauf |                      | Martin Stream                                  | Martin Stream                                  |
| Dienststation / Betriebs- oder Güterbahnhof | 9                    | Otis Hill ME                                   | Otis Hill ME                                   |
| ehemaliger Haltepunkt / Haltestelle | 12,6                 | Beluga ME                                      | Beluga ME                                      |
| ehemaliger Haltepunkt / Haltestelle | 17                   | Bangs ME                                       | Bangs ME                                       |
| Dienststation / Betriebs- oder Güterbahnhof | 20,9                 | Norridgewock ME                                | Norridgewock ME                                |
| Abzweig geradeaus und ehemals nach links |                      | Anschluss zu den Dodlins-Steinbrüchen (1,6 km) | Anschluss zu den Dodlins-Steinbrüchen (1,6 km) |
| Brücke über Wasserlauf |                      | Kennebec River                                 | Kennebec River                                 |
| Dienststation / Betriebs- oder Güterbahnhof | 33,6                 | Madison ME                                     | Madison ME                                     |
| Brücke über Wasserlauf |                      | Kennebec River                                 | Kennebec River                                 |
| Dienststation / Betriebs- oder Güterbahnhof | 34,3                 | Anson ME                                       | Anson ME                                       |
| Betriebs-/Güterbahnhof Strecke ab hier außer Betrieb | 40,6                 | North Anson ME                                 | North Anson ME                                 |
| Brücke über Wasserlauf (Strecke außer Betrieb) |                      | Carrabassett River                             | Carrabassett River                             |
| Bahnhof (Strecke außer Betrieb) | 48,9                 | Embden ME                                      | Embden ME                                      |
| Brücke über Wasserlauf (Strecke außer Betrieb) |                      | Kennebec River                                 | Kennebec River                                 |
| Bahnhof (Strecke außer Betrieb) | 54,4                 | Solon ME                                       | Solon ME                                       |
| Haltepunkt / Haltestelle (Strecke außer Betrieb) | 64,4                 | Austin Junction ME                             | Austin Junction ME                             |
| Abzweig geradeaus und nach rechts (Strecke außer Betrieb) |                      | nach Kineo                                     | nach Kineo                                     |
| Kopfbahnhof Streckenende (Strecke außer Betrieb) | 65,8                 | Bingham ME                                     | Bingham ME                                     |

Die Bahnstrecke Oakland–Bingham ist eine Eisenbahnstrecke in Maine (Vereinigte Staaten). Sie ist 65,8 Kilometer lang und nördlich von North Anson stillgelegt. Der Rest gehört den Pan Am Railways, die jedoch nur noch von Oakland bis Madison Güterverkehr betreibt.

## Geschichte
Die Somerset and Kennebec Railroad hatte Ende der 1850er Jahre eine Bahnstrecke entlang des Kennebec River bis Skowhegan gebaut. Nachdem klar wurde, dass sie die Strecke nicht wie zunächst geplant weiter nach Norden verlängern würde, gründeten 1860 lokale Investoren die Somerset Railroad. Zunächst plante man, von Skowhegan weiter entlang des Flusses nach Norden bis North Anson zu bauen, was sich jedoch als unzweckmäßig erwies, da durch den Flussverlauf die Strecke in Richtung Portland einen großen Umweg machen musste. Eine andere Streckenalternative sah eine Bahn von Oakland nordwärts vor, dann hätte die Strecke jedoch in Kolonialspur (1676 mm) gebaut werden müssen, da die dort anschließende Strecke nach Portland diese Spurweite hatte. Aus finanziellen Gründen verzögerte sich der Baubeginn dadurch.
Nachdem die Bahnstrecke Cumberland Center–Bangor 1871 auf Normalspur umgespurt worden war, sanken die Kosten für den Bau einer an diese Strecke anschließende Bahn dadurch, dass ein schmalerer Landstreifen benötigt wurde. Schon bald darauf wurde mit den Bauarbeiten begonnen und 1873 fuhren die ersten Züge bis Madison. Am 26. Januar 1874 ging die geplante Strecke bis North Anson in Betrieb. In Norridgewock am Kennebec River entstand eine etwa 1,6 Kilometer lange Zweigstrecke zu Steinbrüchen am Westufer des Flusses. Wenige Jahre später ging die Bahngesellschaft in Konkurs und wurde in Somerset Railway umgegründet. Die geplante Verlängerung nach Bingham konnte daher zunächst nicht gebaut werden.
Erst nach der Konsolidierung der Finanzen des Betriebs konnte die Strecke weitergebaut werden. Sie wurde 1888 bis Embden, 1889 bis Solon und 1890 schließlich bis Bingham eröffnet. Das Fahrgastaufkommen auf der Strecke war außer in der Urlaubszeit im Sommer nie besonders hoch, die meisten Einnahmen wurden durch den Gütertransport verzeichnet. Im Sommer fuhren auf der Strecke teilweise Kurswagen bis nach New York City und Boston. Das endete, nachdem 1933 die Zweigstrecke nach Kineo am Moosehead Lake stillgelegt wurde. Nur zwei Monate nach der Stilllegung verkehrte am 24. September 1933 auch zwischen Oakland und Bingham der letzte Personenzug.
1979 wurde die Strecke zwischen North Anson und Bingham stillgelegt und großteils abgebaut. Der Güterverkehr zwischen Madison und North Anson endete ebenfalls, dieser Abschnitt bleibt jedoch betriebsfähig. 1981 übernahm Guilford Transportation die Strecke und firmiert seit 2006 unter Pan Am Railways.

## Streckenbeschreibung
Die Strecke zweigt am Bahnhof Oakland aus der Bahnstrecke Cumberland Center–Bangor, einer ehemals zweigleisigen Hauptbahn, und verläuft nordwärts zunächst entlang des Martin Stream. Bei Norridgewock überquert die Bahn erstmals den Kennebec River und verläuft an dessen östlichem Ufer weiter nordwärts. Zwischen den Bahnhöfen Madison und Anson überquert die Strecke den Fluss in spitzem Winkel erneut. Einige Kilometer weiter nördlich ist North Anson erreicht, der heutige Endpunkt der Strecke. Die Brücke über den hier in den Kennebec mündenden Carrabassett River wird heute als Fuß- und Fahrweg über den Fluss benutzt.
Die Strecke verläuft weiter nordwärts und überquert bei Solon den Kennebec ein letztes Mal. Die Brücke dient heute einer Straße. Kurz vor Bingham befindet sich der Abzweig Austin Junction, wo bis 1933 die Strecke nach Kineo weiter nordwärts führte. Die Strecke nach Bingham biegt hier nach Nordwesten ab und endet anderthalb Kilometer weiter im Ort Bingham. Die Gleise zwischen North Anson und Bingham sind abgebaut.